# Мелья, Давид
Дави́д Ме́лья Боульо́н (исп. David Mella Boullón; родился 23 мая 2005, Сантьяго-де-Компостела, Испания) — испанский футболист, вингер клуба «Депортиво Ла-Корунья».

## Клубная карьера
Мелья начинал заниматься футболом в команде «Сан-Тирсо», а в 2018 году присоединился к академии «Депортиво Ла-Корунья». 19 июля 2023 года подписал контракт с клубом до 30 июня 2026 года. По итогам сезона 2023/24 вместе с «Депортиво» вышел в Сегунду.

## Карьера в сборной
Выступал за сборные Испании до 15, до 17, до 18 и до 19 лет.

## Достижения
Сборная Испании (до 19 лет)
- Победитель чемпионата Европы (до 19 лет): 2024